# Galeota Grande
A Galeota Grande foi uma galeota real portuguesa, mandada construir pelo rei João V de Portugal para uso pessoal. Em 1717, a rainha foi nessa embarcação despedir-se da Esquadra Portuguesa que fora enviada em auxílio da Armada do Papa contra os turcos, na qual se travou a Batalha de Matapão
Segundo o Professor Doutor Nuno Saldanha, a galeota existente no Museu da Marinha não é a original, mas sim uma das sete que foram construídas na mesma altura. 